# Huddinge gruva

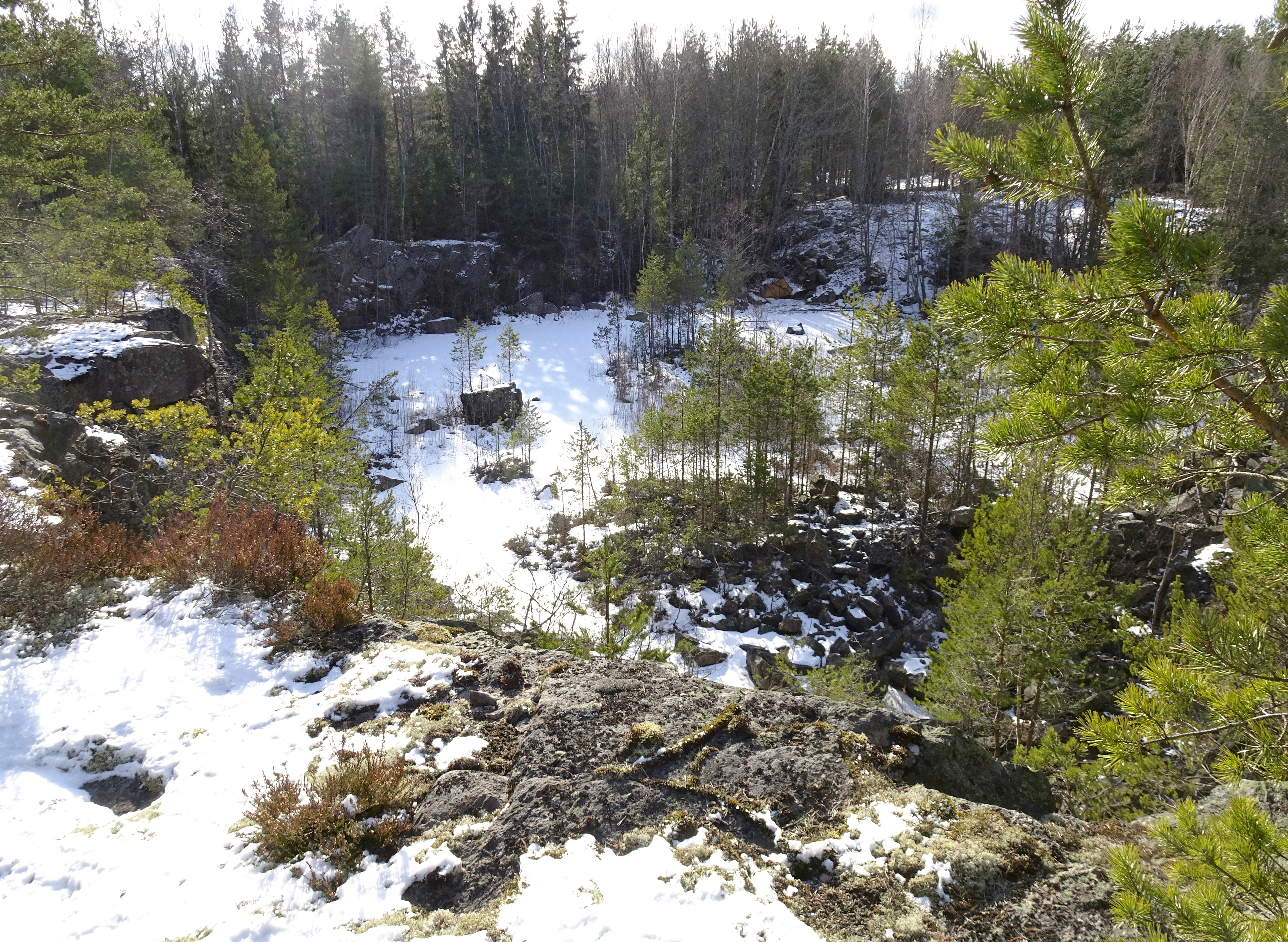
Huddinge gruva i mars 2017.

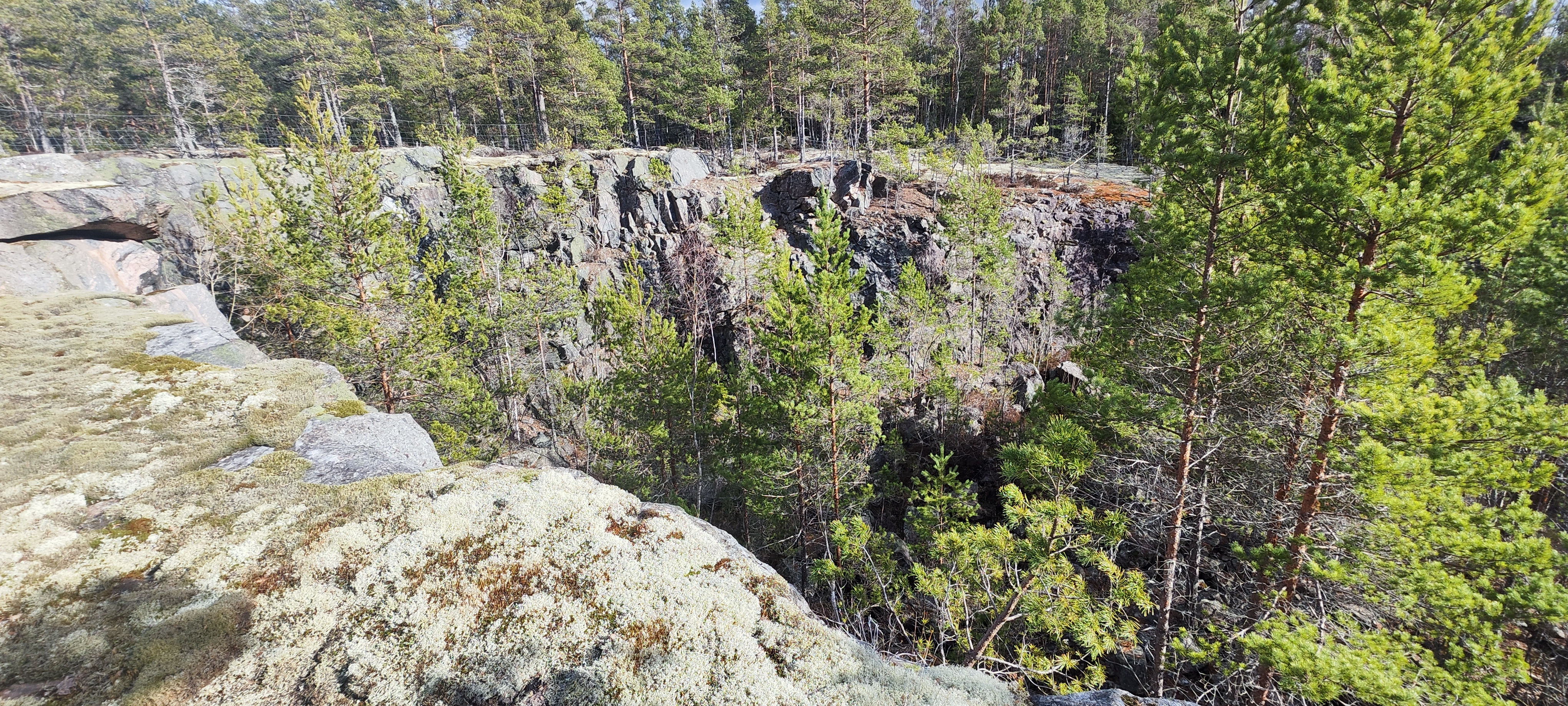
Huddinge gruva 2025

Huddinge gruva panoramabild 2025

Huddinge gruva (även kallad Sundbygruvan) är en nedlagd järnmalmsgruva i Huddinge kommun, Stockholms län. Gruvan ligger i västra delen av Flemingsbergsskogens naturreservat nära gränsen till Botkyrka kommun. Gruvan, som öppnade första gången 1913, är idag ett vattenfyllt, cirka 23 meter djupt dagbrott med en population av sällsynta vattensalamander.

## Historik

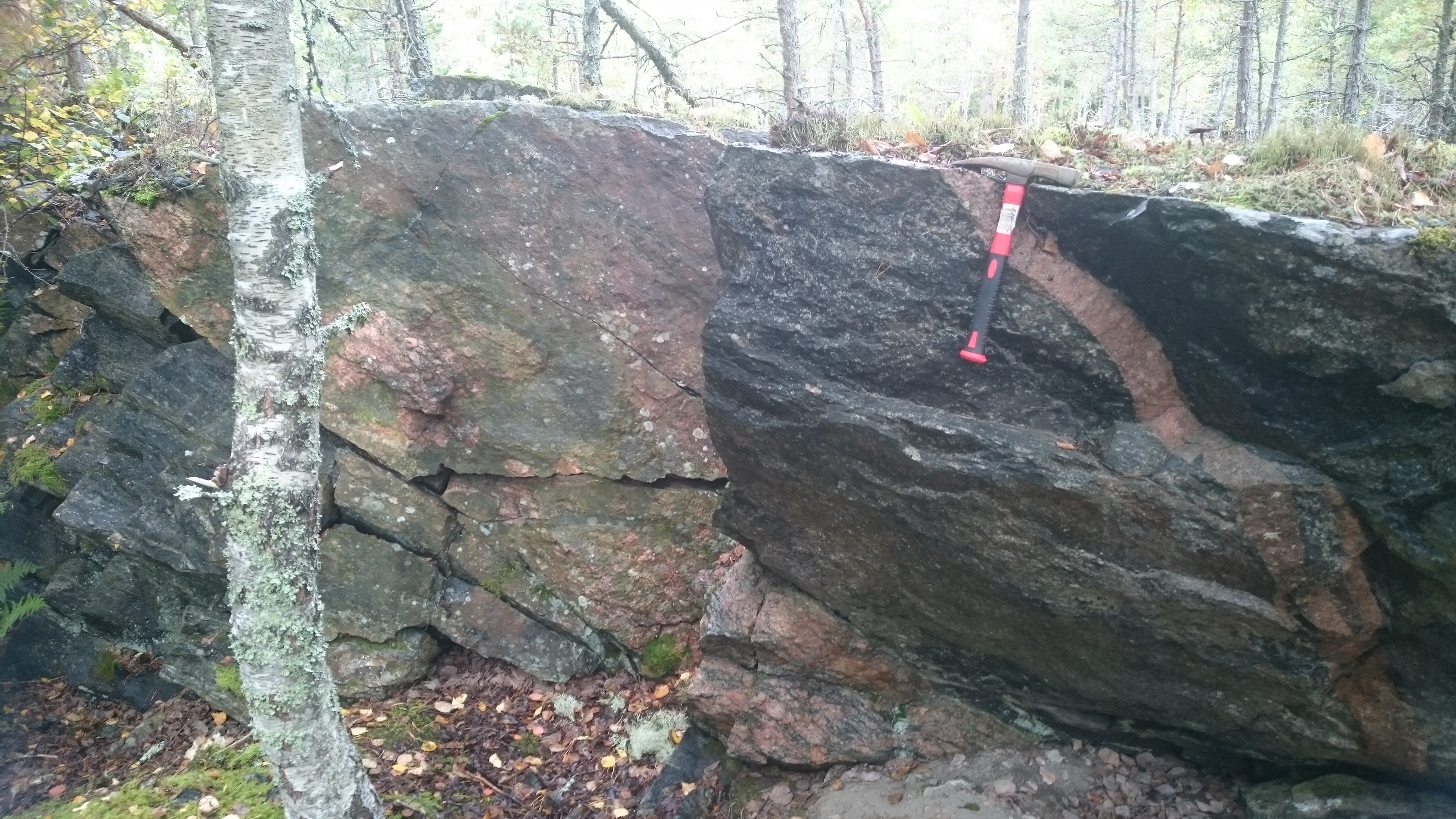
Del av bergväggen mot norr som visar lagren och morfologin vid den igenfyllna delen av Huddinge gruva

I Huddinge kommun fanns tre järnmalmsgruvor som låg nära varann i Flemingsbergsskogen: Smedkärrs gruva, Nybo gruva och Huddinge gruva.  Området utgör en utlöpare av ett av Bergslagens mineraliserade stråk som kommer från Järnafältet i Södertälje kommun. Nybogruvan inmutades 1912. Den ligger cirka 1 000 meter öster om Huddinge gruva, och var i drift mellan 1916 och 1926. Här utvanns omkring 2 200 ton magnetitmalm. 
Den första och den största av dessa tre gruvor var Huddingegruvan som belades med utmål redan 1910 och inmättes den 20 september 1913. Initiativet till gruvdriften hade tagits av Eric Nilsson från Norberg. Genom borrning har malmen kunnat följas till 60–70 meters djup, med lagermäktigheten mellan 7 och 12 meter. Malmkvalitén bedömdes som hög, nästan 60 procent järn och låg andel fosfor och svavel. Man förmodade även en stor fyndighet och 1914 satte brytningen igång. Fram till 1926 hade man tagit upp 6 000 ton malm som vintertid transporterades med häst och släde till gamla Tullinge station för vidare transport med järnväg. Senare användes lastbil för transporten. Fyndigheten var dock inte så stor som man först trodde och brytningen lades ner 1926.
År 1968 öppnades gruvan igen av AB Huddinge gruvor. Med modernare brytnings- och transportmetoder bröts över 20 000 ton malm som gick på export till Västtyskland och företaget Krupp. Där förädlades malmen till kvalitetsstål, bland annat kullagerstål. Brytningen varade bara en kort tid och verksamheten lades ned igen 1970. 
Av dagbrottet återstår en delvis vattenfylld grop cirka 155 meter lång och 55 meter bred med upp till 19 meter höga väggar mot norr. Idag ägs området av NCC i Borlänge för att i framtiden kunna bryta gråberg.

## Mineralisering
Bergarten är en gråröd blandning av metamorferad vulkanit och gnejs, delvis uppblandad med pegmatit- och aplitgångar samt malmlager. Malmen är en tämligen grov magnetit, vilken lokalt kan innehålla små inneslutna partier av hematit.

## Bilder

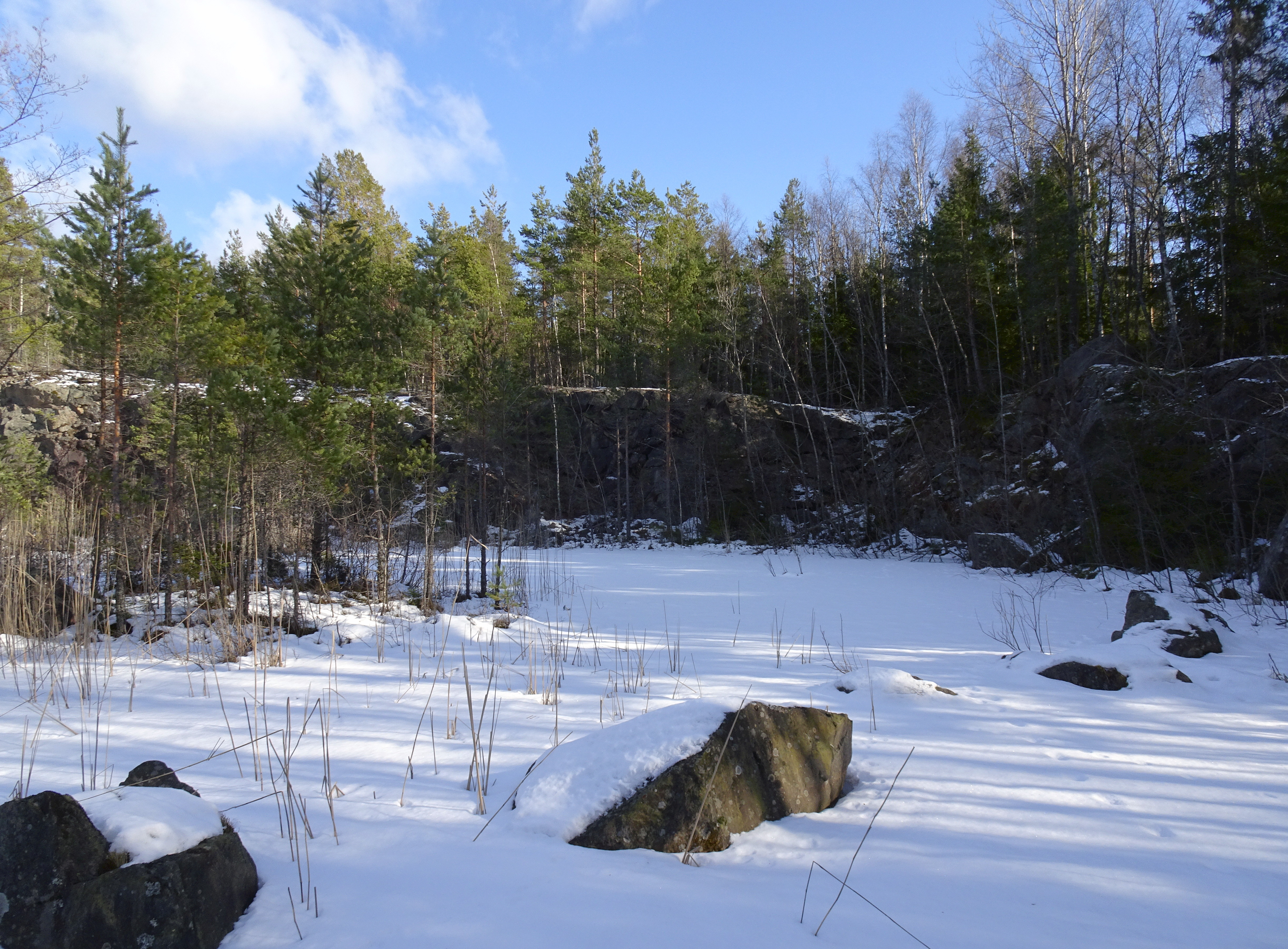
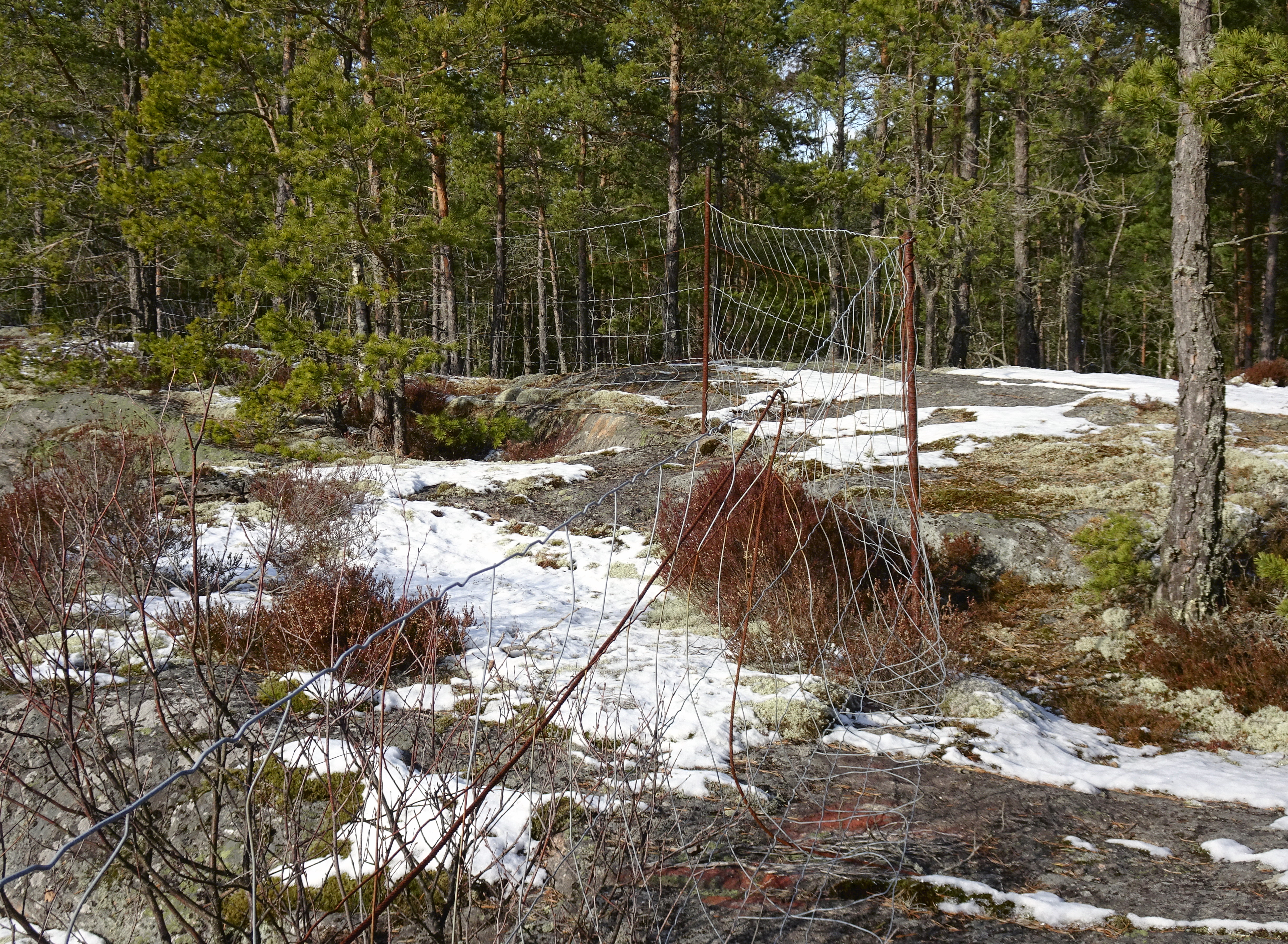
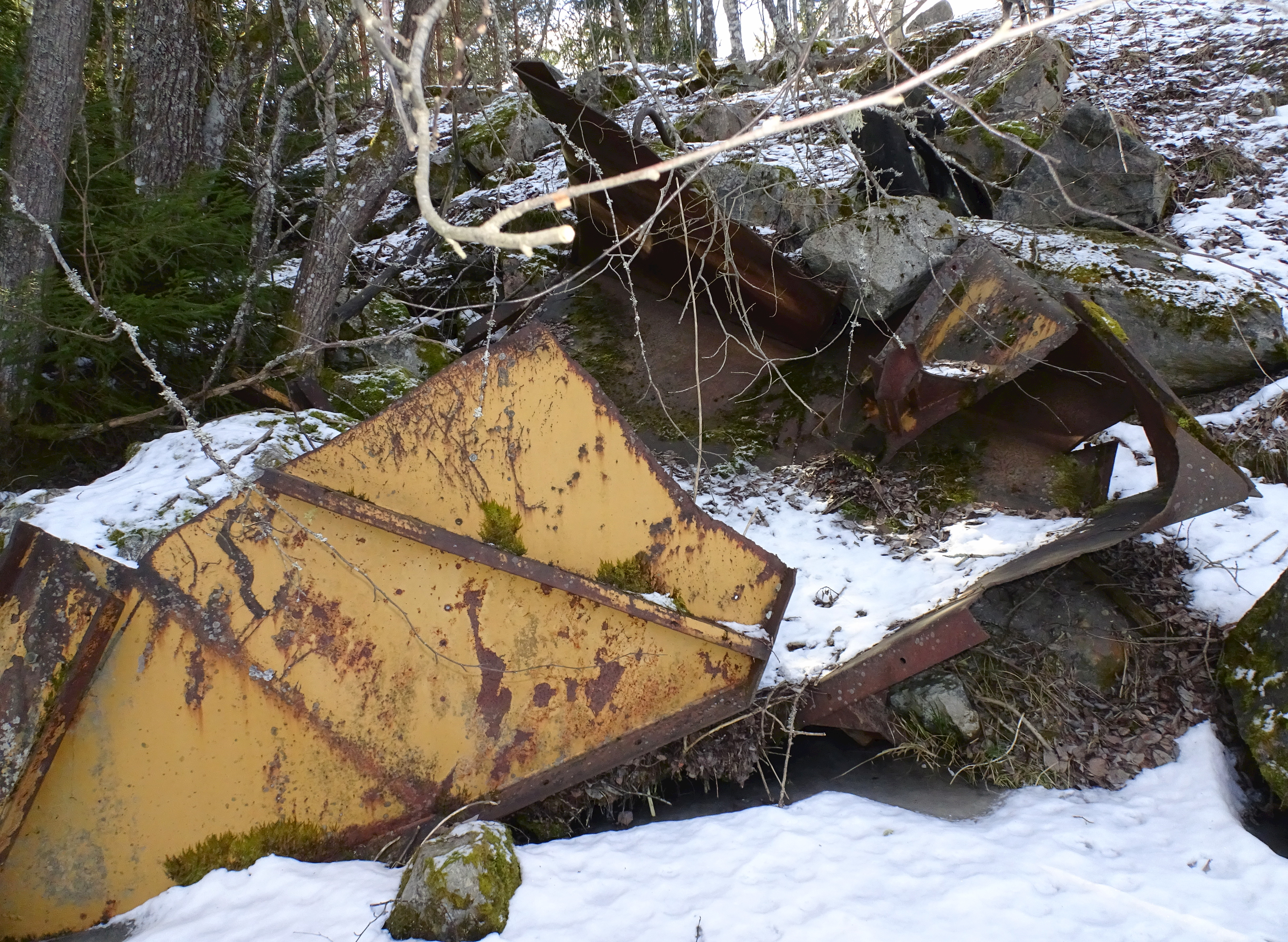
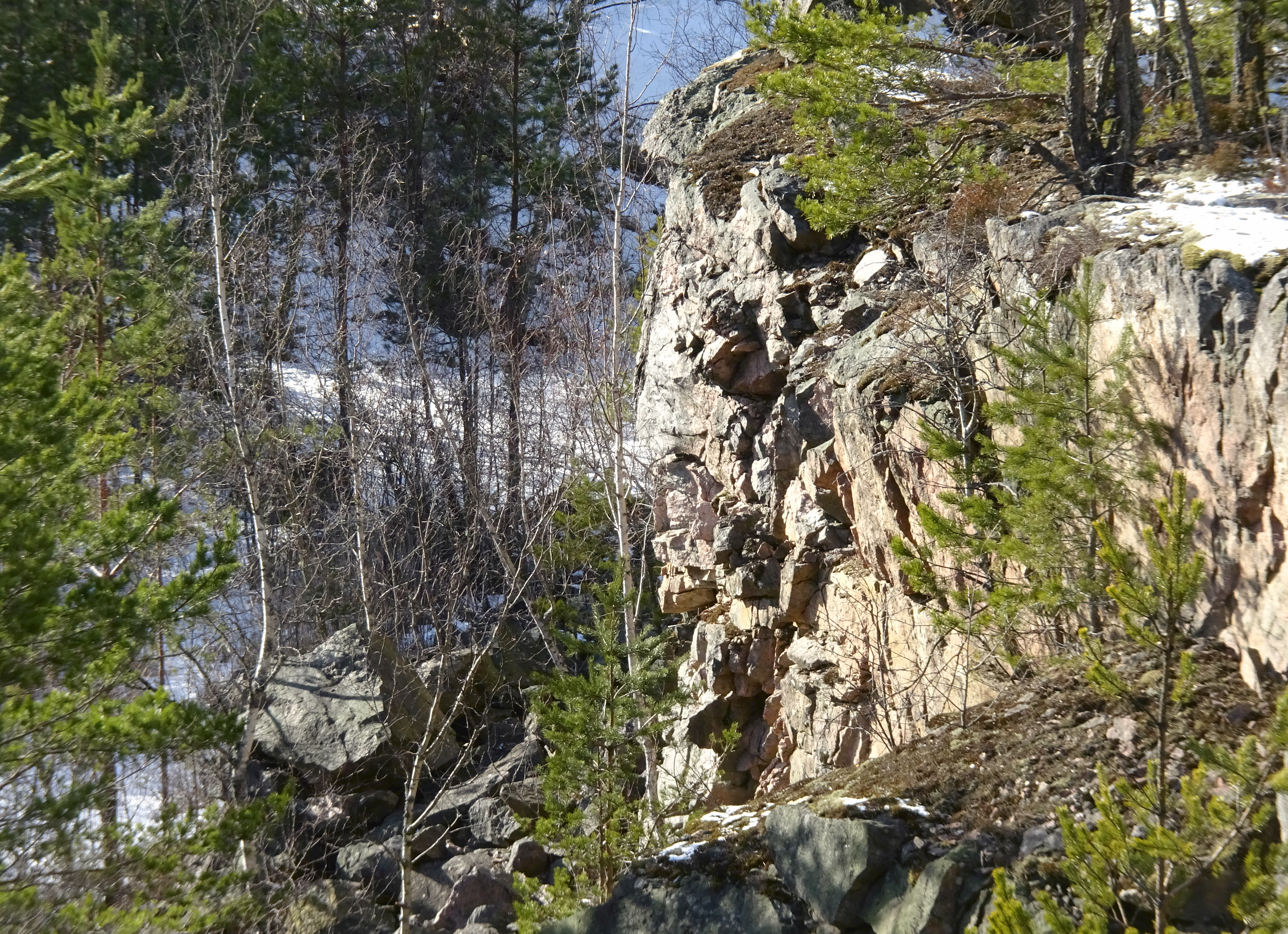